# جرائم سازمان‌یافته یهودی-آمریکایی
جرائم سازمان یافته یهودیان آمریکا از دل جامعه یهودیان آمریکا در اواخر قرن ۱۹ و اوایل قرن ۲۰ ظهور کرد. از این جریان در رسانه‌ها و فرهنگ عمومی با عناوینی هم چون اوباش یهودی (به انگلیسی: Jewish mob)، مافیای یهودی، مافیای کوشر (به انگلیسی: Kosher Mafia)، و کوشر نوسترا (به انگلیسی: Kosher Nostra) یاد شده‌است. دو اصطلاح آخر اشاره به مافیای ایتالیایی (Cosa Nostra) و کوشر (احکام تغذیه یهود) دارد.

## سرآغاز و ویژگی‌ها

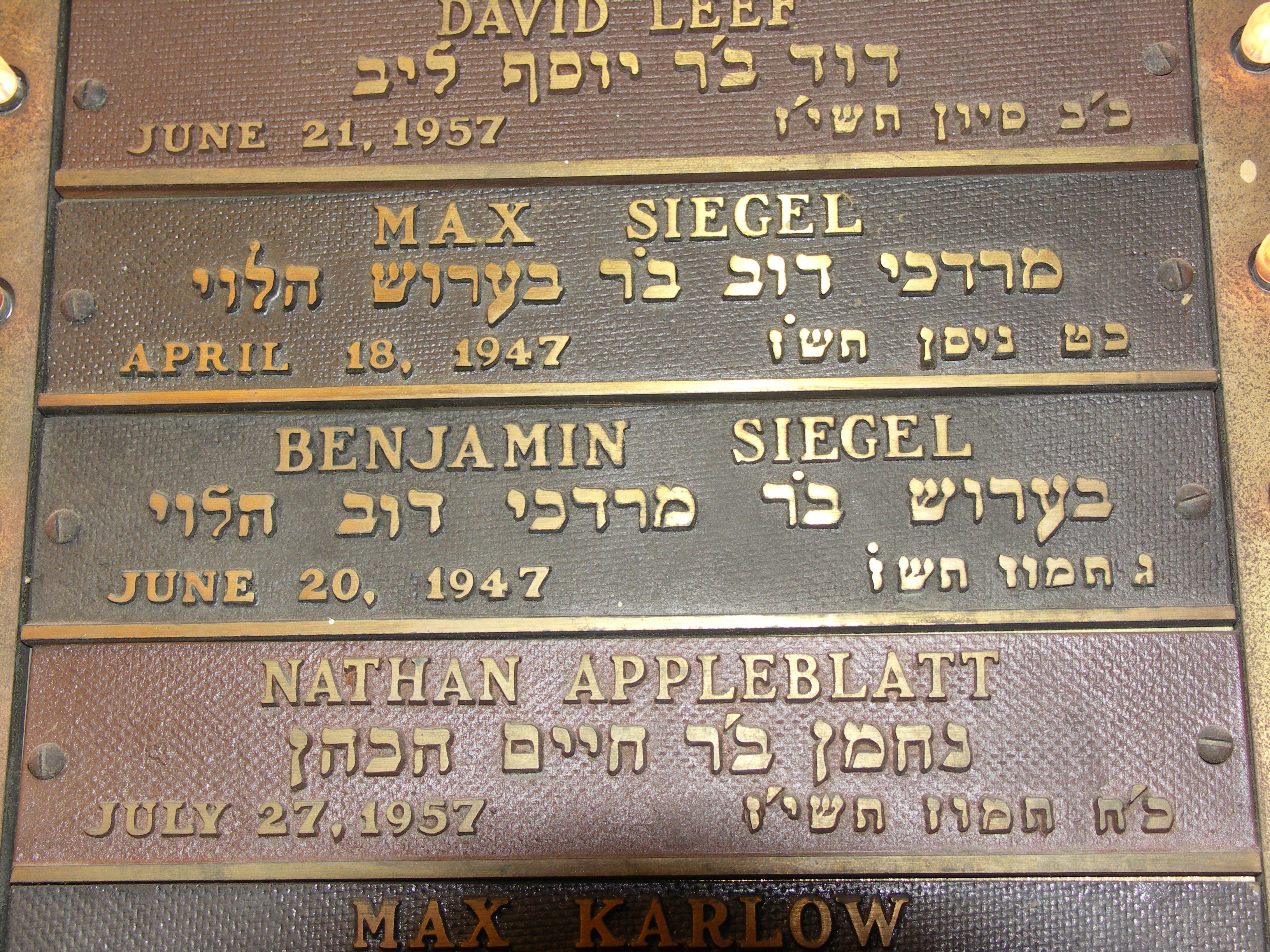
پلاک یادبود باگزی سیگل

گانگسترهای یهودی آمریکا در فعالیت‌های مجرمانه متعددی نقش داشتند از جمله قتل، درآمد غیرقانونی از کسب و کار ساختگی، فروش غیرقانونی مشروبات الکلی، فحشاء و مواد مخدر. نقش آن‌ها در جنبش کارگری نوپای نیویورک نیز قابل توجه بود به‌خصوص در اتحادیه‌های پوشاک، حمل‌ونقل و ماکیان. جریان جرائم سازمان‌یافته یهودی به یهودستیزی دامن می‌زد و به شدت جامعه یهود را نگران کرده‌بود لذا پنهان کردن یا نادیده گرفتن مسئله جرائم یهودیان رویه‌ای شایع بود و آن‌ها نمی‌خواستند هیچ چیزی در این مورد در روزنامه‌ها چاپ شود. اما در طلیعه قرن بیست و یکم که حساسیت‌ها فروکش کرد برخی نویسندگان یهودی روایت‌هایی از مافیای یهودی ارائه کردند.
جنایات سازمان یافته یهودی-آمریکایی بازتابی از وابستگیهای قومی در میان گانگسترها نیز بود، این جنایتها با موج مهاجرت به ایالات متحده از انگلستان، آلمان، ایرلند، یهودیان در زمان جنگ جهانی دوم، ایتالیا، آسیا و آمریکای لاتین همراه بود. درگیری قومی در جرم و جنایت سازمان یافته، تئوری توطئه بیگانگان را دربین قانونگذاران ایالات متحده به‌وجود آورد، که در آن مفهوم جرم سازمان یافته به عنوان رهاورد مهاجران از اهمیت حیاتی برخوردار بود. جرم سازمان یافته مجموعه ای پیچیده از روابط بین جنایتکاران و گروه‌های اخیر یهودی و ایتالیایی بود که به تازگی وارد شده بودند، مانند شبکه‌های جنایتکار ایرلندی-آمریکایی، که قبل از دهه ۱۹۲۰ تأسیس شده بود و گاهی گروه‌های بعدی نیز تابع آنها بودند.

## در دوره معاصر
در سال‌های اخیر جریان جرائم سازمان‌یافته یهودی آمریکا در قالب گروه‌های مافیایی یهودی ارتدوکس، اسرائیلی و روسی سربرآورده است.
سرمایه‌دار بانفوذ کازینوی لاس وگاس شلدون ادلسون، از طرف مدیر اجرایی سابق شرکت سندز چاینا، استیون جکوبز به خاطر اخراج غیرقانونی مورد شکایت قرار گرفت. جکوبز گفت که علت واقعی اخراج او در سال ۲۰۱۰ تلاش او برای دور کردن شرکت کازینوی ادلسون از روابط با تثلیث چینی، یک مافیای چینی، بوده‌است که در فعالیت‌هایی از قبیل رباخواری در کازینو، فحشا، تجارت مواد مخدر، و استفاده از حساب‌های بانکی قماربازان بزرگ برای پول‌شویی دست داشته‌است. شکایت قرار بود در سپتامبر ۲۰۱۶ رسیدگی شود که نه ماه قبل از آن آدلسون در اقدامی جنجالی و بی‌نتیجه روزنامه ریویو ژورنال لاس وگاس را خرید تا بتواند افکار عمومی را علیه قاضی پرونده بشوراند. در ۳۱ می ۲۰۱۶ دو طرف به مصالحه‌ای محرمانه رسیدند.

## چهره‌های برجسته
- آبه بارنستاین، رهبر گروه یهودی پورپل گنگ
- اسادور بلومنفلد، سرکرده خلاف‌کارها در میناپولیس
- مایر «میکی» کوهن، سرکرده خلاف‌کاری در لوس آنجلس، خانواده مافیای کوهن
- ادوارد «مونک» ایستمن، سرکرده خلاف‌کاری در نیویورک
- جورج فریمن، سرکرده خلاف‌کاری سیدنی و مرتبط با لنسکی
- مایر لنسکی، سرکرده اوباش یهودی
- آبه رلس، مخوف‌ترین آدمکش سازمان جنایتکار مردر اینک. در بروکلین
- آرنولد راستاین، سرکرده خلاف‌کاری در نیویورک
- دوچ شولتز، سرکرده خلاف‌کاری در نیویورک
- بنجامین «باگزی» سیگل، مالک کازینو و سرکرده خلاف‌کاری در لاس وگاس
- الکس شوندور بیرنز، سرکرده خلاف‌کاری یهودی در سندیکای کلولند
- ابنر زویلمن، سرکرده خلاف‌کاری یودی در نیوجرسی

## مافیای روسی و اسرائیلی در ایالات متحده
سکوت و همدستی میان مهاجران یهودی شوروی سابق در محله‌هایی مانند برایتون بیچ نیویورک و سایر مناطق مشابه در سراسر آمریکا تحت قانون جکسون-ونیک، باعث پنهان ماندن گانگسترهای جدید یهودی-آمریکایی مانند مارات بالاگولا، بوریس نایفلد، مونیا السون و لودویگ فاینبرگ شده است. با این حال، آن‌ها به عنوان یهودیان سکولار بزرگ شده‌اند و از نظر فرهنگی اشتراکات بیشتری با غیریهودیان اتحاد جماهیر شوروی سابق دارند تا با پیشینیان خود مانند مایر لانسکی، کید کَن و میکی کوهن که در خانواده‌های یهودی ارتدکس پرورش یافته بودند.  
چهره‌های جنایت سازمان‌یافته یهودیان شوروی از دیگر کشورها، مانند سمیون موگیلویچ مستقر در بوداپست، نیز تلاش کرده‌اند به ایالات متحده نفوذ کنند، از جمله مشارکت در یک عملیات ۱۰ میلیارد دلاری پولشویی از طریق بانک نیویورک در سال ۱۹۹۸.  
جنایتکاران سازمان‌یافته از دولت اسرائیل نیز در ایالات متحده حضور داشته‌اند. مافیای اسرائیل (به‌ویژه خانواده جنایتکار آبرگیل مستقر در تل‌آویو) به‌طور گسترده در قاچاق اکستازی به آمریکا دخیل بوده است.